# Ludo Abicht
Ludo Anton Abicht (Oostende, 5 juni 1936) is een Belgisch filosoof, publicist en dichter.

## Biografie
Abicht groeide op in Antwerpen en liep school in het Xaveriuscollege in Borgerhout. In 1954 trad hij in bij de jezuïeten. Hij studeerde filosofie en taalkunde. In 1961 trad hij uit de jezuïetenorde. In 1971 haalde Abicht zijn doctoraat Germaanse letterkunde aan de Universiteit van Cincinnati. Hij doceerde literatuur en filosofie aan de universiteiten van New Brunswick (Canada), Antioch (Ohio) en Berkeley (Californië). In 1984 werd hij hoogleraar aan de faculteit politieke wetenschappen van de Universitaire Instelling Antwerpen en doceerde ook aan het Antwerpse HIVT-RUCA en de Plantijn Hogeschool. In oktober 2001 ging hij op emeritaat maar bekleedde in het academiejaar 2004-2005 de Calewaert-leerstoel aan de Vrije Universiteit Brussel. Van 2005 tot 2006 was hij lid van de commissie-Bossuyt voor normen en waarden. Tot het academiejaar 2023-2024 doceerde hij het seminarie Midden-Oosten over het Israëlisch-Palestijnse conflict aan de masteropleiding Internationale Betrekkingen en Diplomatie van Universiteit Antwerpen
Hij publiceerde over filosofie, ethiek, joodse cultuur, interculturaliteit en het Midden-Oosten. Begin jaren 90 werd hij lid van een gemengde vrijmetselaarsloge binnen het genootschap Le Droit Humain en omschrijft zichzelf als een positief atheïst. In 1995 werd hij voorzitter van het Masereelfonds en bleef aan tot 2002. Abicht is actief in de Vlaamse Beweging en levert zowel bijdrages voor het linkse tijdschrift Meervoud en het rechtse opinieblad Doorbraak. In 1998 werd aan Abicht de Orde van de Vlaamse Leeuw uitgereikt. In 2001 ontving hij voor Intelligente emotie zowel de Arthur Cornetteprijs als de Arkprijs van het Vrije Woord. 
In 2008 ondertekende hij het eerste manifest van de Gravensteengroep. In 2012 is hij opgekomen bij de Antwerpse gemeenteraadsverkiezingen voor de linkse partij Rood!.
Abicht was gehuwd met de feministische auteur en hoogleraar Monika Triest.